# راين مورفي
راين مورفي (بالإنجليزية: Ryan Murphy) هو سباح أمريكي ولد في يوم 2 يوليو 1995 في مدينة شيكاغو في الولايات المتحدة، يختص بسبقات الظهر وأبرز إنجازاته هو فوزه بالميدالية الذهبية مرتين في دورة الألعاب الأولمبية الصيفية 2016 في ريو دي جانيرو في سباقي 100 و200 متر ظهر، كما فاز بعدة ميداليات في بطولات العالم المائية وبطولة السباحة.

## روابط خارجية
- راين مورفي على موقع الاتحاد الدولي للسباحة (الإنجليزية)
- راين مورفي على موقع SwimRankings.net (الإنجليزية)
- راين مورفي على موقع اللجنة الأولمبية الدولية (الإنجليزية)
- راين مورفي على موقع أوليمبيديا (الإنجليزية)
- راين مورفي على موقع اللجنة الأولمبية والبارالمبية الأمريكية (الإنجليزية)